# آيت يعقوب إيشو (تنوردي)
آيت يعقوب إيشو هي إحدى مشيخات المملكة المغربية، تتبع جغرافيا لإقليم ميدلت وإداريًا لتنوردي. يقدر عدد سكانها بـ 1050 نسمة حسب الإحصاء الرسمي للسكان والسكنى لسنة 2004.